# Irisches Kulturinstitut

Logo des Irischen Kulturinstituts

Das Irische Kulturinstitut (englisch: Culture Ireland / irisch: Cultúr Éireann) ist eine irische Agentur, deren Ziel die Förderung irischer Kunst und Kultur im Ausland ist.
Das Institut wurde am 23. Februar 2005 durch den irischen Minister für Kunst, Sport und Tourismus John O’Donoghue gegründet. Sitz des Instituts ist Dublin. Geleitet wird das Institut von einem vom Minister ernannten dreizehnköpfigen Direktorium. Das Ziel des Instituts ist es, internationale kulturelle Kontakte zu knüpfen und die Verbreitung und Rezeption irischer Kunst und Kultur zu fördern. Dafür stellt das Institut irischen Künstlern Finanzierungsmöglichkeiten zur Verfügung. 2007 lag das Budget bei 4,5 Mio. Euro. Darüber hinaus steht das Institut dem Minister in kulturpolitischen Fragen beratend zur Seite. Im März 2006 wurde ein Strategiepapier bis 2010 erarbeitet, in dem die großen Linien der Kulturpolitik des Instituts festgelegt wurden.